# Жак Озанам
Жак Озанам (фр. Jacques Ozanam, 16 червня 1640 року, Сент-Олів (департамент Ен) — 3 квітня 1718, Париж— французький математик, професор Сорбонни, ад'юнкт Паризької академії наук з 1701 року. Опублікував кілька праць, які відіграли важливу роль у розвитку математики. У деяких російських джерелах його прізвище помилково транскрибовано як Оцанам.

## Біографія
Народився в сім'ї хрещених євреїв. Самостійно освоїв математику, і вже в 15 років написав свій перший трактат. Після опублікування ним відмінного збірника тригонометричних таблиць Озанам отримав запрошення викладати в Парижі.

## Праці і наукова діяльність

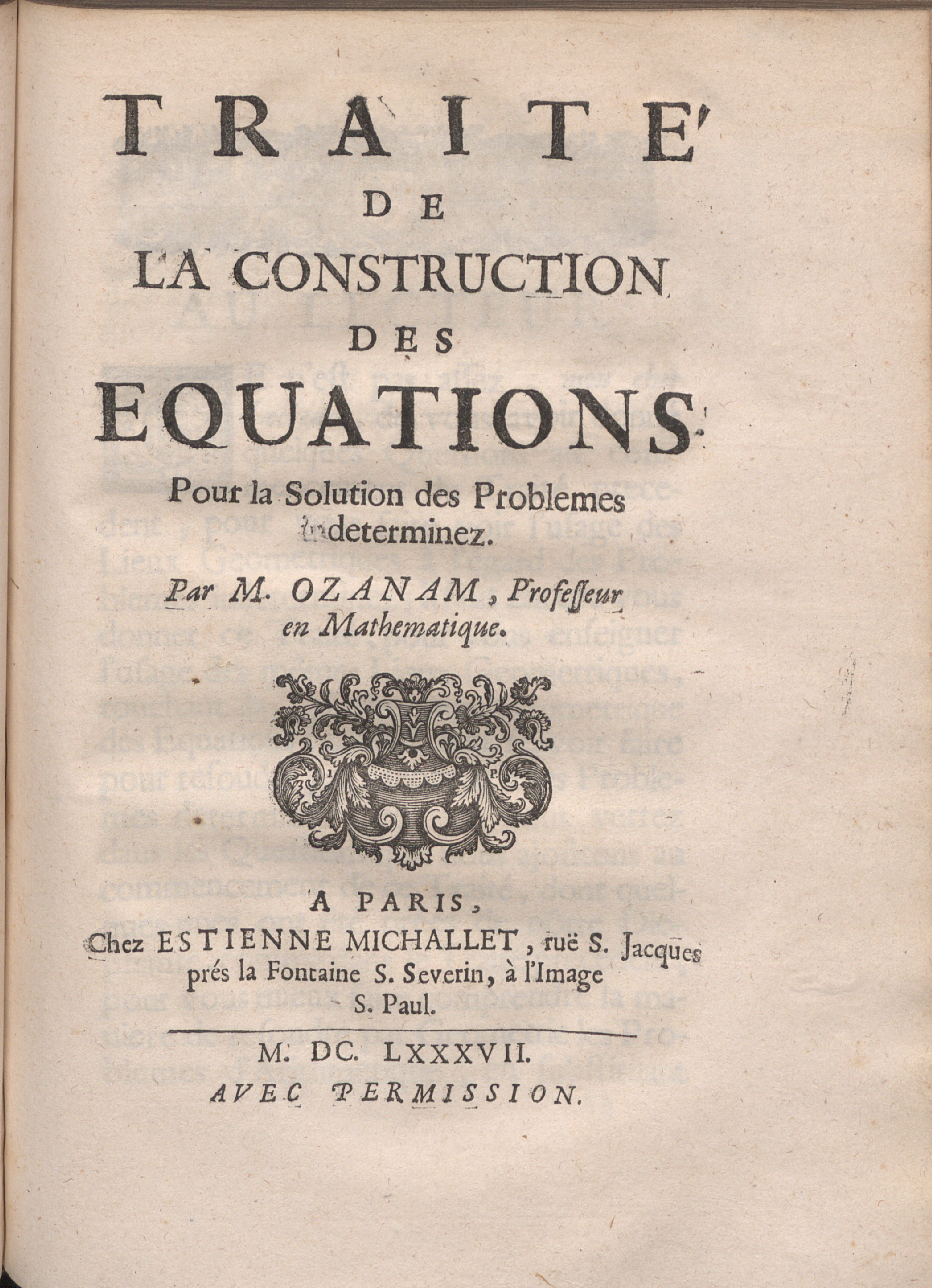
Traité de la construction des equations pour la solution des problemes indeterminez, 1687

Тематика робіт Озанама була досить різноманітна; наприклад, він досліджував одну з квадратис, що отримала його ім'я:
{\displaystyle x=2a\sin ^{2}{\frac {y}{2a}}}
Але основною науковою заслугою Озанама стали його монографії:
- 1670: докладні таблиці синусів, тангенсів і секанса (Table des sinus, tangentes, et sécantes), найточніші на той момент.
- 1684: Практична геометрія (Geometrie pratique).
- 1688: Використання компаса (De l'usage du compas).
- 1690: Математичний словник (Dictionnaire mathématique).
- 1693: Курс математики в п'яти томах(Cours de mathématiques).
- 1694: Трактат про фортифікації (Traité de la fortification).
- 1694: Математичні та фізичні розваги у двох томах (Récréations mathématiques et physiques). Цей збірник набув значної популярність, неодноразово перевидавався і чимало сприяв розвитку математичної освіти. Перероблена і доповнена редакція (у чотирьох томах) була згодом опублікована Ж. Е. Монтуклею в 1778 році.
- 1698: Нова тригонометрія (Nouvelle Trigonométrie).
- 1702: Нові початки алгебри (Nouveaux Éléments d'Algèbre). Цю книгу Г. В. Лейбніц назвав найкращим твором з алгебри того часу.
- 1711: Перспектива (La Perspective).
- 1711: Географія та космографія (La Géographie et Cosmographie).